# Hidetoši Wakui
Hidetoši Wakui (japonsky: 和久井秀俊, anglickým přepisem Hidetoshi Wakui; * 12. února 1983 Točigi, Japonsko) je bývalý japonský fotbalový záložník.

## Klubová kariéra
Wakui působil mimo Japonska i Singapuru, Slovinsku, České republice, Rakousku, Bělorusku.
V české lize hrál za FK Bohemians Praha (Střížkov), nastoupil celkem k 11 ligovým zápasům. Od roku 2011 působí v estonském klubu JK Nõmme Kalju, se kterým získal v sezóně 2012 titul v estonské nejvyšší ligové soutěži. Díky tomu se klub kvalifikoval do Ligy mistrů a přes druhé předkolo Ligy mistrů UEFA 2013/14 (postup přes finský celek HJK Helsinki) se probil do třetího předkola, kde narazil na českého mistra FC Viktoria Plzeň.